# Waraw'il Ghaylan Yuhan`im
Warawʾil Ghaylan Yuhanʿim fou rei de Qataban al segle i dC.
Va succeir el seu pare Shahr Yagul Yuhargib a l'inici del segle i dC. Va regnar sol i més tard va associar als seus germans: Dhamar'ali Dhubyan Yuhargib segons una inscripció inèdita; un altre germà Fara`karib Yuhawdi, segons una altra inscripció; i encara un tercer, del que només es coneix el nom Hawfi`am sense epítet i que podria ser Hawfi`am Yuhahmid, que apareix com a rei en solitari en una inscripció incompleta i sense titulació; no es pot determinar si foren associats tots al mateix temps o successivament. Una al·lusió als germans corregents de Waraw'îl apareix en una altra inscripció. Habitualment no eren els germans els associats sinó el fill gran, i aquest cas és una excepció
Igual que el seu pare i el seu avi, va encunyar moneda. El va succeir el seu germà Dhamar'ali Dhubyan Yuhargib.